# ذيلان
ذَيْلان أو لزَّان مجنح أو ذيلان كَرامَنِكوس(الاسم العلمي: Podocytisus)، نوع من النباتات المُزهرة من فصيلة البقولية. وهو النوع الوحيد في جنس الذيلان.